# زافيشن
زافيشن هي قرية في التقسيم الإداري في رويفو ضمن مقاطعة إنوفلوتسواف في محافظة كويافيا-بوميرانيا في شمال وسط بولندا.  تقع على بعد حوالي 8 كيلومتر (5 ميل) شمال روجيو، 20 كيلومتر (12 ميل) شمال إينوروكلو، 24 كيلومتر (15 ميل) غرب تورون و 26 كيلومتر (16 ميل) جنوب شرق بيدغوشتش.